# امپراتوری کارولنژی

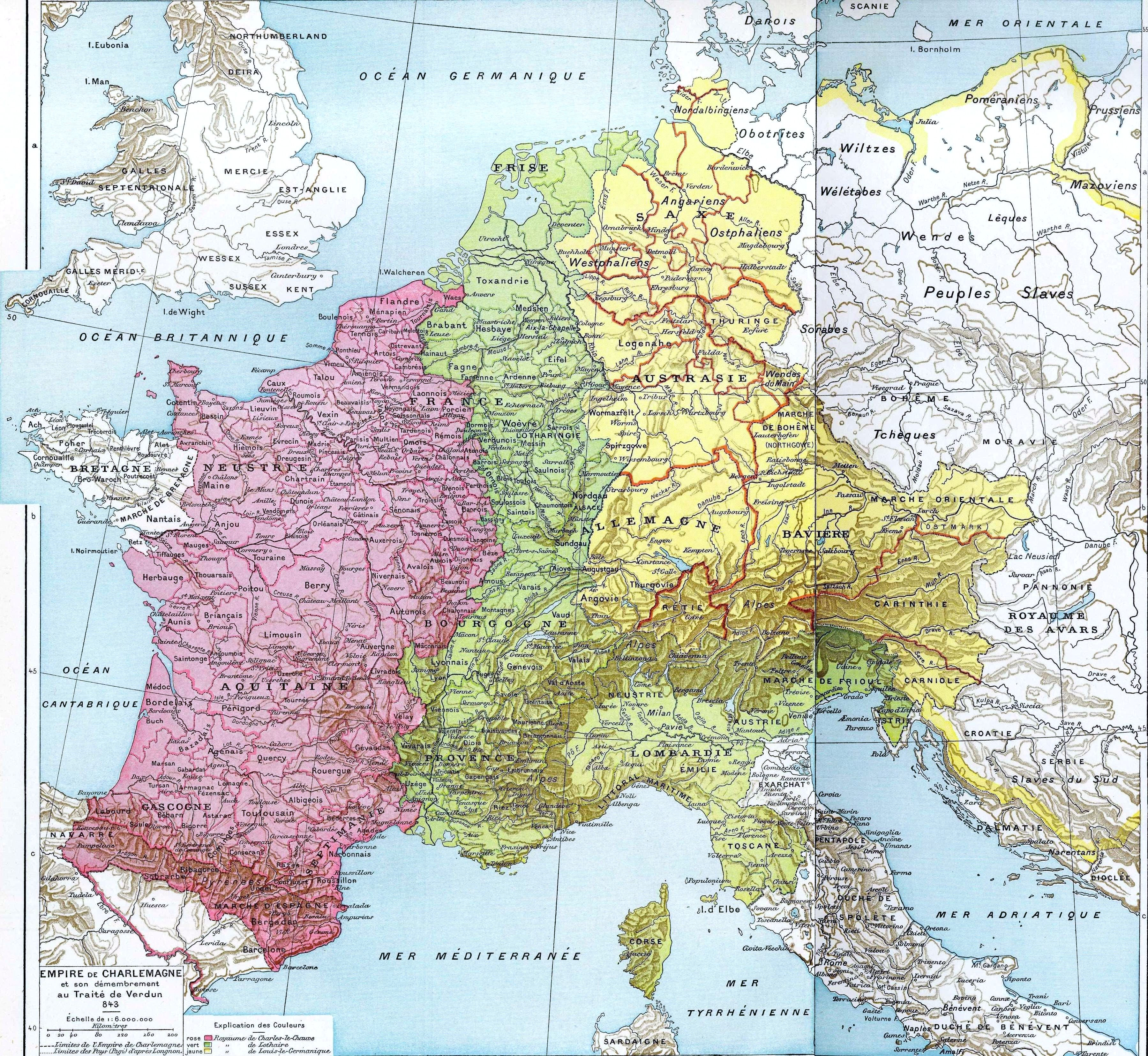
امپراتوری کارولنژی در حین تقسیم شدن، به همراه سه بخش اصلی در سال ۸۴۳ میلادی

امپراتوری کارولنژی (به لاتین: Francorum Imperium) (۸۰۰ تا ۸۸۸ میلادی) از امپراتوری‌های اروپا بود. این امپراتوری توسط دودمان کارولنژی فرمان‌روایی می‌شد و مرحله پایانی تاریخ تسلط فرانک‌ها در اوایل سده‌های میانه را رقم زد.
امپراتوری کارولنژی در سال ۸۰۰ میلادی مساحتی در حدود ۱٬۱۱۲٬۰۰۰ کیلومتر مربع و جمعیتی بین ۱۰ تا ۲۰ میلیون نفر را دربر می‌گرفت. زبان رسمی فرانسوی باستان بود و به زبان‌هایی دیگری مانند لاتین، آلمانی، ایتالیایی، اکسیتان و بوربونی نیز سخن می‌گفتند. دولت آن پادشاهی مطلقه و دین رسمی مسیحیت کاتولیک رومی بود. تقسیمات کشوری آن‌ها هم فئودالی بود. تقویم آن‌ها میلادی بود. پایتخت آنان آخن بود. مهاجران بسیاری همچون آلمانی‌ها، ایتالیایی‌ها و رومی‌ها که پس از فتح گالیا توسط جمهوری روم به آن نقطه خوش آب و هوا مهاجرت کردند. امپراتوری کارولنژی دارای ملل‌های گوناگونی بود، که دارای فرهنگ‌های مختلف و متفاوتی بودند. بعد از اتحاد فرانک‌ها و پاپ، امپراتوری آنان به امپراتوری مقدس روم بدل گشت. تقریباً اندازه کنونی فرانسه به غیر از بریتنی (بریتنی از سرزمین‌های تابع بود) و تمام سرزمینی‌های آلمانی‌نشین و ایتالیا و بخشی از اسپانیا را در دوره شارلمانی شامل می‌شد.